# Ophiohyalus gotoi
Ophiohyalus gotoi är en ormstjärneart som beskrevs av Matsumoto 1915. Ophiohyalus gotoi ingår i släktet Ophiohyalus och familjen skinnormstjärnor. Inga underarter finns listade i Catalogue of Life.